# برندن یوری
برندن بوید یوری (به انگلیسی: Brendon Boyd Urie) خواننده، ترانه‌سرا، نوازنده چند ساز و موسیقی‌دان آمریکایی است که بیشتر به عنوان خواننده و تنها عضو ثابت پنیک! ات د دیسکو در طول ۱۹ سال فعالیت این گروه شناخته می‌شود. او در سال ۲۰۲۳ به فعالیت این گروه پایان داد.

## اوایل زندگی
یوری در سنت جرج، یوتا متولد شد و خانواده اش از دو سالگی او به لاس وگاس نقل مکان کردند. وی پنجمین و کوچک‌ترین فرزندی است که از گریس و بوید یوری متولد شده‌است. او در یک خانواده با عقاید ال‌دی‌اس بزرگ شد، اما به دلیل نارضایتی از کلیسا و اعتقاد به ایدئولوژی آن، در حدود سن ۱۷ سالگی ایمانش را کنار گذاشت. یوری در دبیرستان پالو ورده در لاس وگاس به تحصیل پرداخت، جایی که برنت ویلسون را در کلاس‌های گیتاری که در آن زمان شرکت می‌کرد، ملاقات کرد. ویلسون به او پیشنهاد داد که به عنوان گیتاریست به گروهی که در آن بود، بپیوندد. اما بعداً وقتی صدای او را شنیدند، تحت تأثیر توانایی‌های صوتی او قرار گرفتند و یوری را به عنوان خواننده اصلی گروه پنیک ات د دیسکو انتخاب کردند.
یوری آن زمان خود را به عنوان «افلیج دبیرستان» توصیف کرده و توضیح می‌دهد که یک دانش آموز همیشه او را مورد آزار و اذیت قرار می‌داد. او در یک کافه کار می‌کرد تا کرایه محل تمرین گروهش را بپردازد. در کافه، او اغلب برای مشتریان آواز می‌خواند. یوری توضیح می‌دهد: «من هر چیزی را که در آن زمان گوش می‌دادم، می‌خواندم اما به درخواست‌ها پاسخ نمی‌دادم. یادم می‌آید که برخی از آهنگ‌های اسکورپیونز را می‌خواندم یا برخی از آهنگ‌های وسپ. دهه ۸۰ معمولاً برای انعام خوب هستند. طیف وسیعی از چیزها بود؛ برخی از آنها را مردم دوست داشتند، و برخی را دوست نداشتند. من باید به خواسته‌های دیگران احترام می‌گذاشتم، اما عده‌ای رو داشتم که از من می‌خواستند برای گرفتن انعام بخوانم. همیشه سرگرم‌کننده بود». یوری در سال ۲۰۰۵ از دبیرستان فارغ‌التحصیل می‌شود.